# Carolin Leonhardt
Carolin Leonhardt (Mannheim, Bade-Vurtemberga, 22 de novembro de 1984) é uma velocista alemã na modalidade de canoagem.

## Carreira
Foi vencedora da medalha de Ouro em K-4 500 m em Atenas 2004, junto com as colegas de equipa Birgit Fischer, Katrin Wagner-Augustin e Maike Nollen.
Foi vencedora das medalhas de Prata em K-2 500 m e K-4 500 m em Atenas 2004 e em Londres 2012, respetivamente.